# Westfield (Pensilvania)
Westfield es un borough ubicado en el condado de Tioga, Pensilvania, Estados Unidos. Tiene una población estimada, a mediados de 2022, de 1102 habitantes.

## Geografía
La localidad está ubicada en las coordenadas 41°55′4″N 77°32′25″O / 41.91778, -77.54028 (41.917681, -77.540282).

## Demografía
Según la Oficina del Censo, en 2000 los ingresos medios de los hogares de la localidad eran de $27,772 y los ingresos medios de las familias eran de $33,688. Los hombres tenían ingresos medios por $26,607 frente a los $18,424 que percibían las mujeres. Los ingresos per cápita eran de $13,135. Alrededor del 22.1% de la población estaba por debajo de la línea de pobreza.
De acuerdo con la estimación 2017-2021 de la Oficina del Censo, los ingresos medios de los hogares de la localidad eran de $42,273 y los ingresos medios de las familias eran de $45,066. Alrededor del 28.3% de la población estaba por debajo de la línea de pobreza.